# تشيستر بورتر
تشيستر بورتر (بالإنجليزية: Chester Porter)‏ هو محامي أسترالي، ولد في 15 مارس 1926.